# Geoarchiv

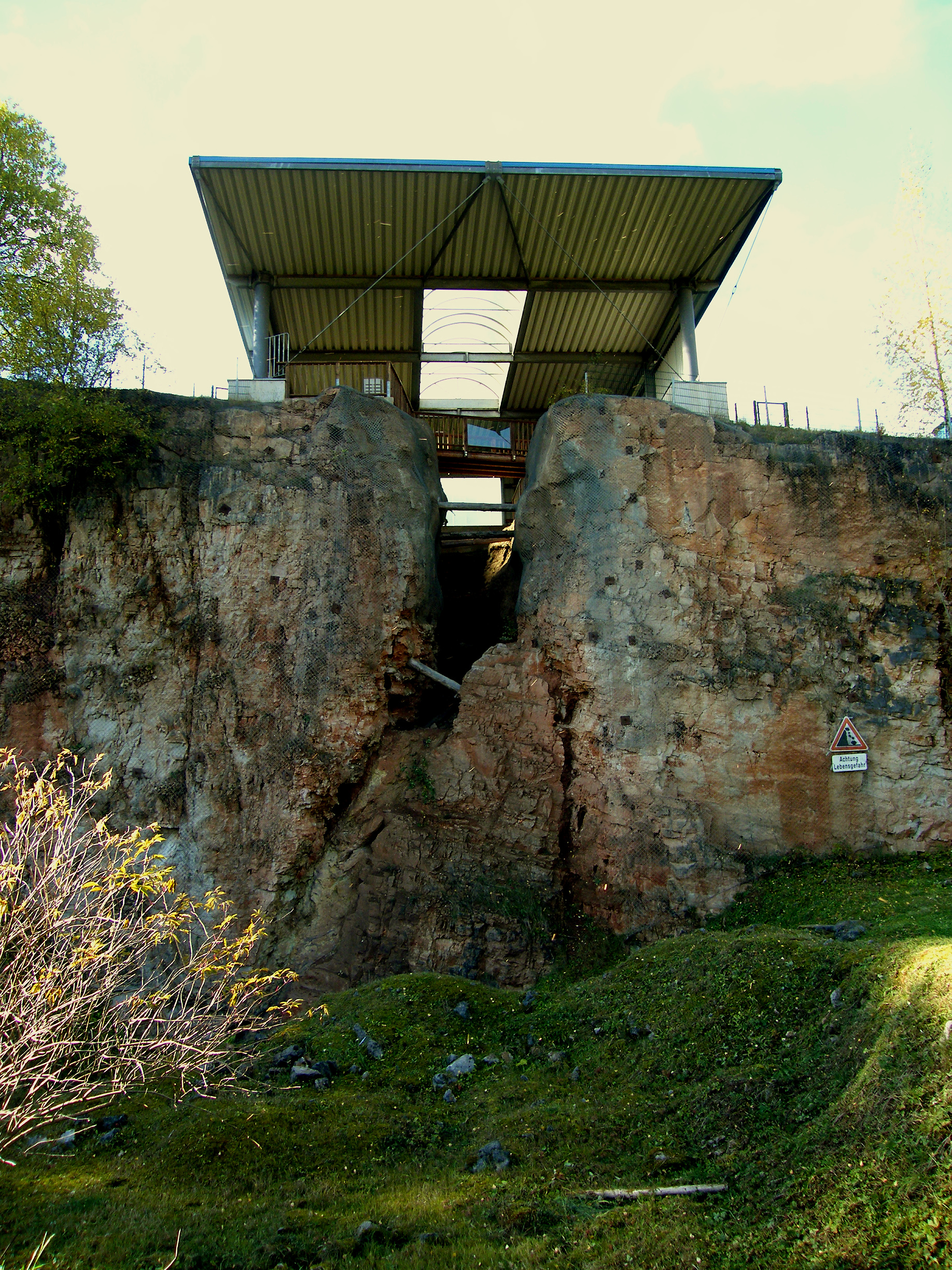
Die Korbacher Spalte (Zechstein, Oberperm), ein Beispiel für ein komplexes Geoarchiv.

Ein Geoarchiv ist ein von den modernen Geowissenschaften zur Gewinnung von Daten für die Rekonstruktion der geologischen Vergangenheit nutzbares Objekt. Dies umfasst faktisch alle aufgeschlossenen oder erbohrten Gesteine sowie die darin enthaltenen Strukturen, Minerale, Fossilien oder Flüssigkeits- und Gaseinschlüsse. Auch Eisbohrkerne, die Pollen und Luft vergangener Jahrtausende enthalten, zählen zu den Geoarchiven. Im weiteren Sinn kann jede bekannte und direkt erforschbare geologische und geomorphologische Struktur als mehr oder weniger komplexes Geoarchiv aufgefasst werden.

## Bedeutung

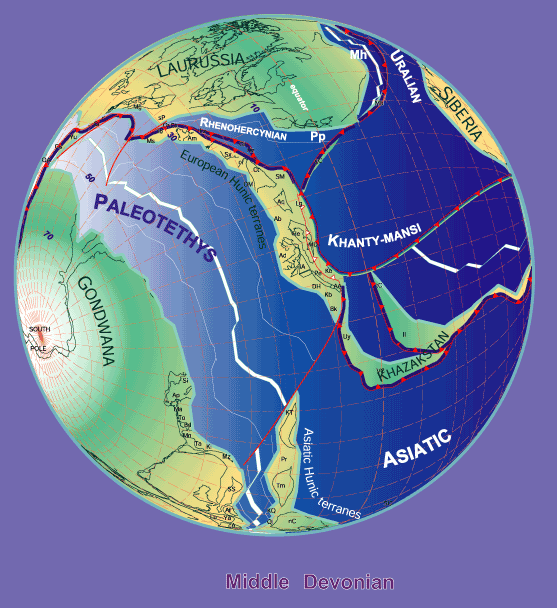
Plattentektonische Rekonstruktion der Erde für das frühe Oberdevon (ca. 380 mya), erstellt aus einer Unmenge an Daten, die durch die Untersuchung von Geoarchiven gewonnen wurden, die aus dieser Zeit überdauert haben. Aufgrund der relativ großen zeitlichen Distanz sind die gewonnenen Daten aber oft lückenhaft und daher mehrdeutig interpretierbar, weshalb für den entsprechenden Zeitraum alternative, leicht abweichende Rekonstruktionen existieren.

Erst die Untersuchung und Auswertung von Geoarchiven ermöglicht es, den gegenwärtigen Zustand der belebten wie unbelebten Natur zu verstehen und unter Umständen sogar Vorhersagen für die Zukunft zu machen. Bereits die historischen Anfänge der Paläontologie („Petrefaktenkunde“) und Geologie („Geognosie“) waren durch die Versuche gekennzeichnet, die geologische Vergangenheit der Erde lokal, regional und teilweise bereits auch global aus dem vorhandenen Material, in erster Linie den Gesteinen und Fossilien, im Rahmen der damaligen Möglichkeiten abzulesen. Im Laufe der Zeit haben sich Geologie und Paläontologie zu modernen, stark differenzierten empirischen Wissenschaften entwickelt, deren wichtigste Hauptaufgabe (mit Ausnahme einiger weniger Teilgebiete) aber nach wie vor die Auswertung von Geoarchiven und die Entwicklung neuer Methoden zu diesem Zweck ist. Das Aktualismusprinzip und die experimentelle Geologie waren und sind hierbei ein wichtiges Mittel zur Entschlüsselung der in Geoarchiven enthaltenen Informationen. Man kann sagen, dass nahezu alles, was über die Vergangenheit des Systems Erde, in kleinem wie in großem Maßstab, bekannt ist, letztlich dem Studium von Geoarchiven entstammt.

## Methoden (Beispiele)
Paläontologische und geologische Rekonstruktionen sind immer komplexe Puzzle. Je älter ein Geoarchiv ist, desto lückenhafter sind meist die Daten, die daraus gewonnen werden können und desto schwieriger wird es, diese eindeutig zu interpretieren und daraus eine detaillierte Rekonstruktion zu erstellen.
Für die detaillierte Rekonstruktion der geologischen Geschichte einer bestimmten Region sind unter anderem die Kenntnis der lokalen und regionalen stratigraphischen Verhältnisse, einschließlich des Vorhandenseins von z. B. Paläoböden und/oder früherer Reliefgenerationen vonnöten. Bei der Erkundung dieser Verhältnisse wird, neben dem Studium von Aufschlüssen und Bohrkernen, auch auf geophysikalische Methoden, wie z. B. die Seismik, zurückgegriffen. Das lokale und regionale Muster tektonischer Störungen, eventuell überlieferte magmatische Gesteine, Sedimentgesteine, die gegebenenfalls Hinweise auf die Aufarbeitung (d. h. die Erosion und Re-Sedimentierung) von Gesteinen in der näheren Umgebung liefern, sowie die generellen Lagerungsverhältnisse der Gesteine (söhlig liegend oder steilgestellt) lassen Rückschlüsse auf geodynamische Prozesse in der Vergangenheit zu. Fossilien ermöglichen oft erst eine relative zeitliche Einordnung von Sedimentgesteinen und damit auch die Erstellung einer exakten Chronologie solcher Prozesse. Ferner enthalten Fossilien und Sedimentgesteine geochemische Informationen (sogenannte Proxys), mit Hilfe derer unter anderem der CO2-Gehalt der damaligen Atmosphäre oder die Paläo-Meerestemperatur ermittelt werden können, wodurch, nach Einholung einer ausreichenden Datenmenge, Rückschlüsse auf das Paläo-Klima möglich sind. Radiometrische Datierungen erlauben es, zumindest die dafür geeigneten Gesteinskörper mit einem absoluten Alter zu belegen. Die Ermittlung des lokalen Paläomagnetfeldes in einem bestimmten Gesteinskörper, ebenfalls Aufgabe der Geophysik, ermöglicht die Rekonstruktion der geographischen Breite, auf der sich eine Region in der entsprechenden Epoche einmal befunden hat.
Meist werden all diese Daten (und dies sind nur ausgewählte Beispiele) nicht auf einmal und durch einen einzelnen Forscher erhoben und ausgewertet, sondern durch viele verschiedene Geowissenschaftler, nicht selten unabhängig voneinander, jeweils im Rahmen ihrer speziellen Forschung. Oft fallen entsprechende Daten auch als „Nebenprodukt“ sehr gegenwartsbezogener, angewandter Forschung an, wie z. B. der Rohstoffexploration. Erst später werden die meist in wissenschaftlichen Fachzeitschriften veröffentlichten Daten zu komplexen Rekonstruktionen der Paläo-Umwelt zusammengefügt. Eine besonders umfangreiche Rekonstruktion, welche die Auswertung Tausender Geoarchive erfordert ist z. B. eine paläogeographische Karte Europas oder der Welt.

## Schutz
Die gesetzliche Unterschutzstellung wissenschaftlich besonders wertvoller komplexer Geoarchive in Form geschützter Geotope oder sogar als Weltnaturerbe, dient deren Bewahrung für zukünftige Generationen von Geowissenschaftlern und interessierten Laien.